# Abuso legal
El abuso legal se refiere a las violaciones asociadas con la acción legal, civil y penal. El abuso puede originarse en casi cualquier parte del sistema legal, incluidos los litigantes frívolos y maliciosos, los abusos cometidos en las acciones de cumplimiento de la ley, los abogados incompetentes, descuidados o corruptos y la conducta indebida del propio poder judicial.
El abuso legal es responsable, no solo de la injusticia, sino también de daño a la salud física, psicológica y social.

## Tipos
Los abusos pueden originarse de prácticamente todas las partes del sistema legal. Los litigantes, los abogados, la fuerza policial y hasta el sistema judicial pueden abusar del sistema; a veces por accidente, pero más frecuentemente, con intención de hacerlo. El abuso legal también puede ser sistémico, como cuando los principios, procesos y consecuencias de la ley misma, alientan y permiten a los individuos, perjudicar legalmente a otros.

### Abuso de los litigantes abusivos
Los litigantes abusivos en casos civiles, se clasifican a menudo como litigantes maliciosos, litigantes frívolos, o ambos. Un litigante malicioso busca hostigar o someter a un adversario. Un litigante frívolo comienza o lleva a cabo acciones que tienen poco o ningún mérito y son poco probables de ganar. Los litigantes de esta clase, son a menudo incapaces de encontrar una defensa dispuesta a acogerlos y por ende, deben defenderse a sí mismos in propria persona.
A menudo puede ocurrir una considerable interferencia entre estos dos tipos de abuso. Un caso en cuestión, es el de demanda estratégica contra la participación pública (DECPP), que es una demanda destinada a censurar, intimidar y silenciar a los críticos por medio de miedo, intimidación y agobio con gastos en defensa legal, hasta que abandonen su crítica u oposición. Tales acciones son evidentemente maliciosas, pero también son típicamente frívolas; en las que el demandante no espera, o siquiera intenta, ganar.
Los litigantes también pueden abusar del sistema de manera criminal. Algunas de las formas criminales de abusar del sistema legal son: manipulación del jurado, mandar incentivos o dirigir amenazas a los miembros del jurado, a fin de influir en sus deliberaciones y falsificación de pruebas, que se refiere a cualquiera forma de manipulación indebida de evidencia. Un caso particular de falsificación de evidencia es el montaje con el fin de culpabilizar a una parte inocente.

### Abuso de las fuerzas policiales
Existen un sinnúmero de maneras en que la policía y la ley pueden menoscabar los derechos de los ciudadanos. A veces, estos abusos no son intencionales; son derivados de las circunstancias, por la sutil incomprensión de alguna ley, u otros tipos de errores de buena fe. En otros casos, los derechos son abusados deliberadamente, debido al prejuicio, el interés propio, las patrullas ciudadanas irregulares, los juicios prejuicios en el proceso, los conflictos de intereses o la corrupción. Esa conducta policial indebida, puede tomar muchas formas, entre ellas, los arrestos ilegales, el acoso, la brutalidad policial, la falsificación de pruebas, la coerción y en muy pocos casos, la tortura y el encarcelamiento ilegal.

### Abuso de la defensa
Abogados, asistentes jurídicos y otros profesionales involucrados en abogacía legal, pueden abusar del sistema de varias maneras. En algunos casos, la representación puede ser bien intencionada, pero, no obstante, incompetente. En otros, los abogados incurren en conductas impropias, en un esfuerzo por obtener una ventaja injusta para sus clientes o en la búsqueda de algún interés propio.

### Abuso del sistema judicial
El abuso por parte de los jueces puede surgir de diversas causas, incluyendo la incompetencia, los conflictos de intereses, el favoritismo, los prejuicios, la conducta judicial indebida y la corrupción. Un ejemplo es el juicio de los estudiantes chinos que protestaron en Pakín en 1989.

## Consecuencias del abuso
Aunque la principal consecuencia del abuso del sistema legal para las víctimas es la injusticia, los abusos del sistema legal infligen daño de muchas otras maneras. Los litigios civiles y la defensa penal de los inocentes, imponen un estrés psicológico, a menudo severo, a las partes involucradas. Muchas veces, dicho estrés también afectará a la salud física. Cuando se abusa del sistema y se niega la justicia, como resultado, el estrés y sus efectos pueden exacerbarse enormemente. Karin P. Huffer planteó la hipótesis de la condición del síndrome del abuso legal (SAL), como una forma de trastorno de estrés postraumático (TEPT), causado por las abusos de ética, el abuso legal, la traición, el abuso de poder, el abuso de autoridad, la carencia de responsabilidad y el fraude.
El abuso legal crónico y de alto perfil también tiene efectos sociales, incluyendo la desconfianza en la ley, el cumplimiento de la ley y el sistema legal, la racionalización judicial de crímenes menores por ciudadanos honestos y el estrés psicológico.